# Une histoire simple
Pour les articles homonymes, voir Une histoire simple (homonymie).
Pour plus de détails, voir Fiche technique et Distribution.
Une histoire simple est un film franco-allemand réalisé par Claude Sautet sorti en 1978.

## Synopsis
Àgée de trente-neuf ans, Marie travaille comme « dessinatrice-projeteuse » avec ses collègues Anna, Esther, Francine et Gabrielle, au sein d'une société parisienne spécialisée dans la conception des appareils de radiologie médicale. Divorcée de Georges et déjà mère d'un adolescent de seize ans nommé Martin, elle consulte sa gynécologue et lui explique qu'elle a décidé de ne pas garder l'enfant qu'elle attend de Serge, son amant dont elle souhaite se détacher.
Après son avortement, Marie rédige une lettre de rupture destinée à Serge et la lui faire lire dans la brasserie où elle déjeune habituellement. Elle apprend ensuite que l'entreprise où elle travaille doit faire face à une restructuration. Après avoir fait une visite auprès de sa mère, Marie rejoint Anna dans sa voiture pour chercher ses deux enfants à la sortie de l'école. Peu après, les deux femmes reprennent la route pour aller se baigner en compagnie d'Esther et Francine. Les quatre amies ont aussi l'habitude de se retrouver chaque week-end dans la maison de campagne de Gabrielle et Jérôme, située à proximité de Paris. Gabrielle annonce alors à Marie que son mari Jérôme, qui travaille comme cadre dans la même entreprise qu'elle, a reçu un préavis de licenciement. Au cours de la soirée, ce dernier fait une première tentative de suicide en avalant le contenu d'une boîte de médicaments, mais Gabrielle et Marie parviennent à le faire vomir. Le lendemain, Marie discute avec Jérôme qui semble aller mieux.
Revenue à Paris, Marie, qui a revu entre-temps son ancien mari Georges qui occupe un poste d'ingénieur dans la même société, le rejoint à l'occasion d'un dîner dans un restaurant. Elle en profite pour lui demander d'aider Jérôme afin qu'il garde sa place dans l'entreprise ; Georges lui promet d'y réfléchir.  Après ce repas, Marie tente de regagner son logement mais tombe nez à nez avec Serge qui lui fait une scène en pleine rue. Serge comprend alors enfin que Marie ne l'aime plus et accepte de la quitter.

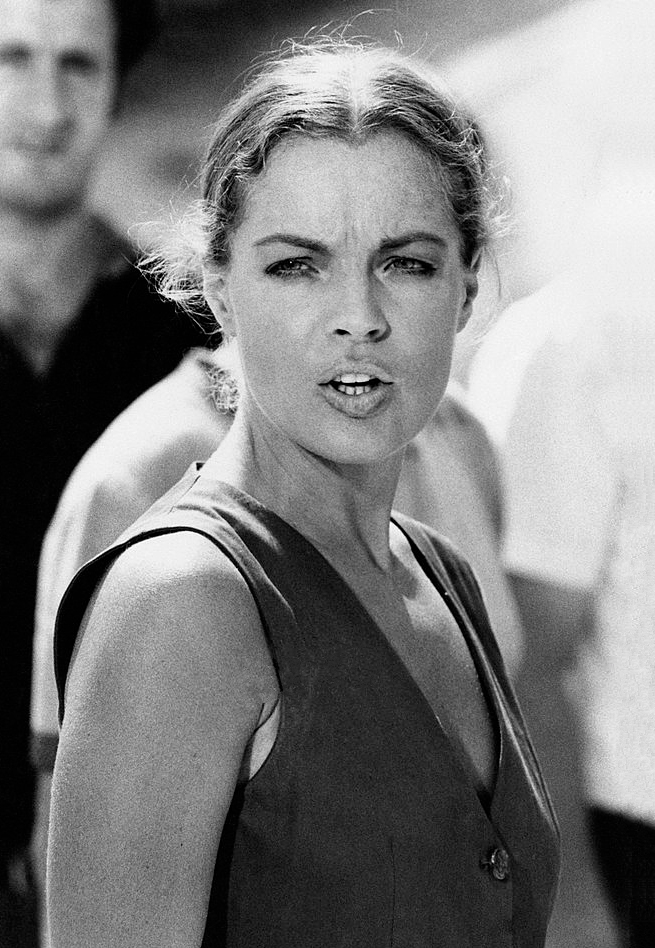
Romy Schneider en 1970.

 Tenant ses promesses, Georges trouve un nouvel emploi à Jérôme. Peu après, il retrouve Marie et ils ont à nouveau des rapports intimes. Les deux amoureux assistent ensuite à un concert de musique baroque à Orléans, organisé par le propre frère de Georges qui joue dans l'orchestre. Le concert est suivi d'un bal auquel Marie participe. Une fois de retour à Paris, Georges avoue à Marie qu'il n'a rien pu faire pour Jérôme qui semble totalement démotivé dans son travail, et lui annonce qu'il ne pourra plus empêcher son licenciement. Très déçue par la dureté de Georges, Marie préfère rompre définitivement avec lui. Mais contre toute attente, elle apprend bientôt avec bonheur que Jérôme a retrouvé un nouveau poste d'archiviste au sein de l'entreprise. Cependant, ce dernier n'accepte pas ce déclassement professionnel, et décide de mettre fin à ses jours en se jetant par la fenêtre du 3e étage d'un immeuble. Alertées par une collègue à la cantine, Gabrielle et Marie accourent dans la rue où a eu lieu le drame. Après les obsèques, Marie console Gabrielle, très éprouvée par le décès de son mari. Celle-ci met aussitôt en vente sa maison de campagne, trop chargée de souvenirs.
Marie revoit sa gynécologue et apprend qu'elle est enceinte de Georges. Sans lui en parler, elle décide cette fois de garder l'enfant. Après avoir revu Georges une dernière fois, Marie retrouve Gabrielle et ses amies dans la maison de campagne où elle prend le soleil dans une chaise longue en face de sa mère.

## Fiche technique
- Réalisation : Claude Sautet
- Scénario, Adaptation : Jean-Loup Dabadie, Claude Sautet
- Dialogue : Jean-Loup Dabadie
- Musique : Philippe Sarde
- Photographie : Jean Boffety
- Son : Pierre Lenoir
- Montage : Jacqueline Thiedot
- Décors : Georges Lévy
- Casting : Dominique Besnehard
- Production déléguée : Alain Sarde
- Sociétés de production : Sara-Films, Renn Productions, FR3, SFP (Paris) - Rialto Film (Berlin)
- Société de distribution : AMLF
- Pays d'origine :   France  Allemagne de l'Ouest
- Langues originales : français et anglais
- Format : couleur (Eastmancolor) - 35 mm - 1,66:1 - son mono
- Genre : comédie dramatique
- Durée : 110 minutes
- Tournage : du 23 mai au 11 août 1978
- Dates de sortie : 
  - France : 22 novembre 1978
  - Allemagne de l'Ouest : 19 janvier 1979
- Année de restauration : 2017

## Distribution
- Romy Schneider : Marie
- Bruno Cremer : Georges, l'ex de Marie
- Claude Brasseur : Serge
- Arlette Bonnard : Gabrielle
- Roger Pigaut : Jérôme, mari de Gabrielle
- Sophie Daumier : Esther
- Eva Darlan : Anna
- Francine Bergé : Francine
- Madeleine Robinson : la mère de Marie
- Jacques Sereys : Charles
- Nadine Alari : la doctoresse
- Michel Debost : Michel, frère de Georges
- Jean Deschamps : M. Chenal
- Pierre Forget : le délégué syndical
- Patricia Francis : la caissière
- Jean-François Garreaud : Christian, l'ex d'Anna
- Xavier Gélin : Denisold
- Yves Knapp : Martin, le fils de Marie et Georges
- Blanche Ravalec : Maggy, la barmaid
- Vera Schroeder : Françoise
- Peter Semler : Patrick
- Nicolas Sempé : Maurice, l'ami de Martin

Photos des principaux interprètes.
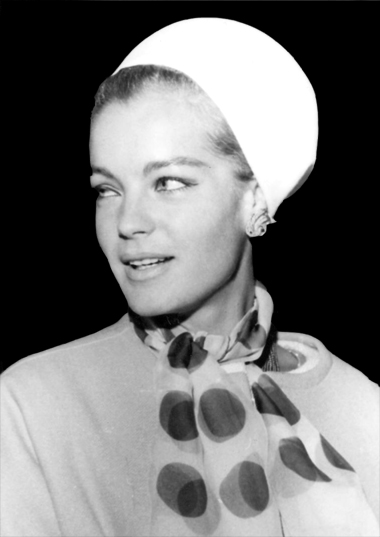
Romy Schneider en 1965.
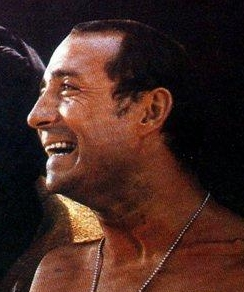
Claude Brasseur en 1973.
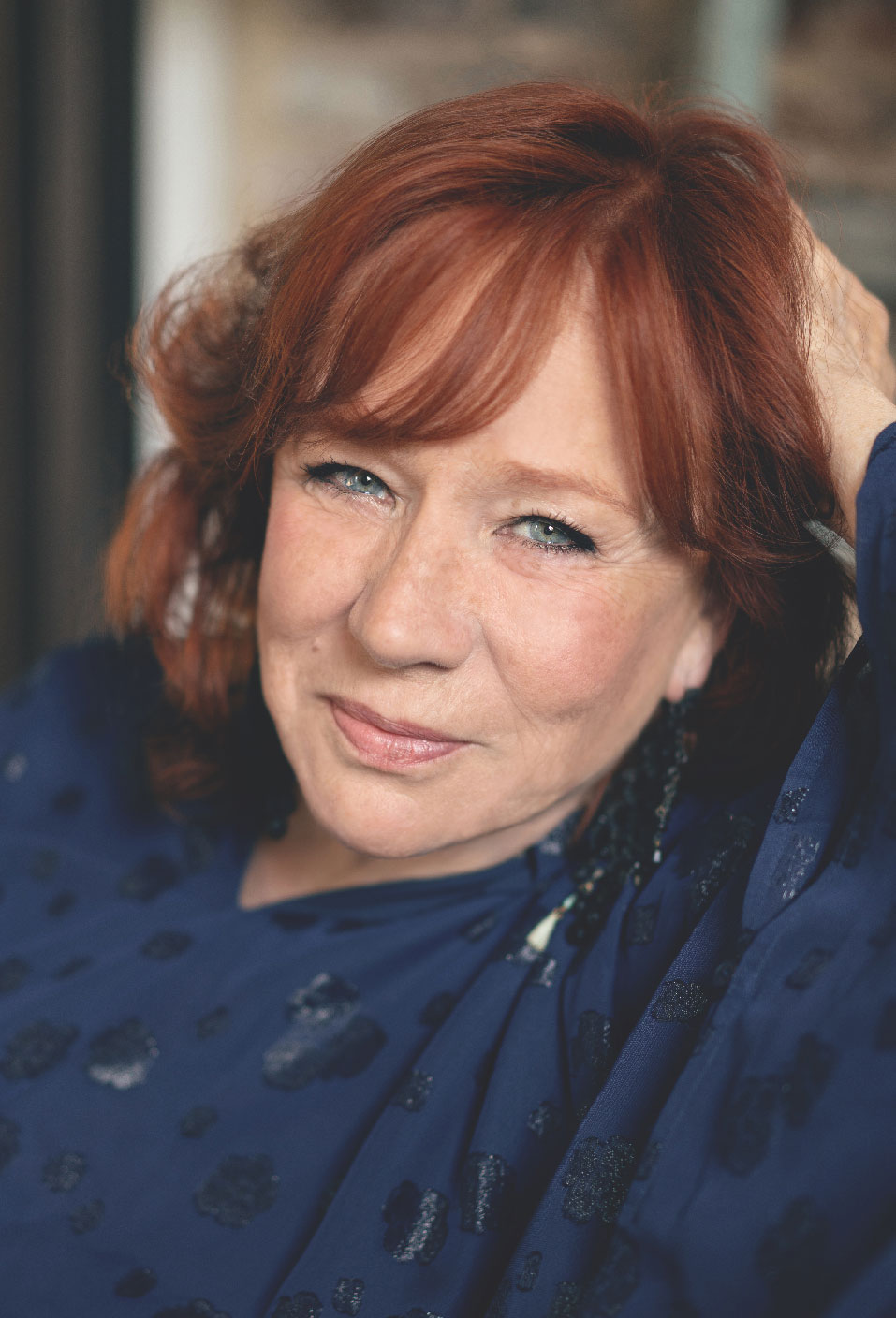
Eva Darlan en 2020.

## Production

### Développement
Après l'échec commercial de Mado (son long métrage précédent), Claude Sautet se lance dans un nouveau projet qui prendra plus d'un an à se concrétiser.
Dès le tournage des Choses de la vie, puis pendant les prises de vues de César et Rosalie, Sautet avait promis à son interprète fétiche Romy Schneider de faire un autre film avec elle pour fêter ses quarante ans.  C'est cette dernière qui est l'initiatrice du scénario, elle lui avait dit : « Fais donc une histoire de femmes. Y en a marre de ces bonshommes ! »,.
Pour l'épauler dans l'écriture et les dialogues, Sautet recrute à nouveau Jean-Loup Dabadie car il juge que Claude Néron (le scénariste de son précédent film) était trop « misogyne » pour un tel sujet. Durant neuf mois, les deux hommes vont travailler sans relâche sur le scénario. C'est à Cogolin, dans la villégiature méridionale du réalisateur, qu'ils vont en affiner chaque détail. Dabadie, qui avait été journaliste, se documente sur les combats féministes de l'époque, notamment en rencontrant des militantes telles que Benoîte Groult ou Françoise Giroud, et en lisant le livre Les Femmes de Gennevilliers (1974) dans lequel la journaliste Michèle Manceaux donnait la parole à des adhérentes du Mouvement pour la liberté de l'avortement et de la contraception (MLAC). Le film débute justement par une scène où Marie, le personnage principal incarné par Romy Schneider, est sur le point de se faire avorter. Cela est novateur pour l'époque car la loi Veil qui dépénalise l'avortement n'avait été votée que trois ans avant le tournage du film. Auparavant, l'actrice avait ouvertement milité en faveur de l'avortement.
Au départ, le réalisateur souhaitait surtout mettre en avant la rupture entre Marie et Serge (joué par Claude Brasseur), puis il s'est rendu compte qu'après celle-ci, il fallait montrer que la vie de Marie ne s'arrêtait pas pour autant. Interrogé par des journalistes de la revue Positif, Sautet a également affirmé qu'après avoir rencontré Arlette Bonnard (qui interprète le rôle de Gabrielle), il avait eu « une vision d'une étreinte entre ces femmes » (quand Marie console Gabrielle après la mort de son mari) et que « le personnage de Gabrielle, à la fin, […], remplacerait l'homme »,.

### Choix des interprètes

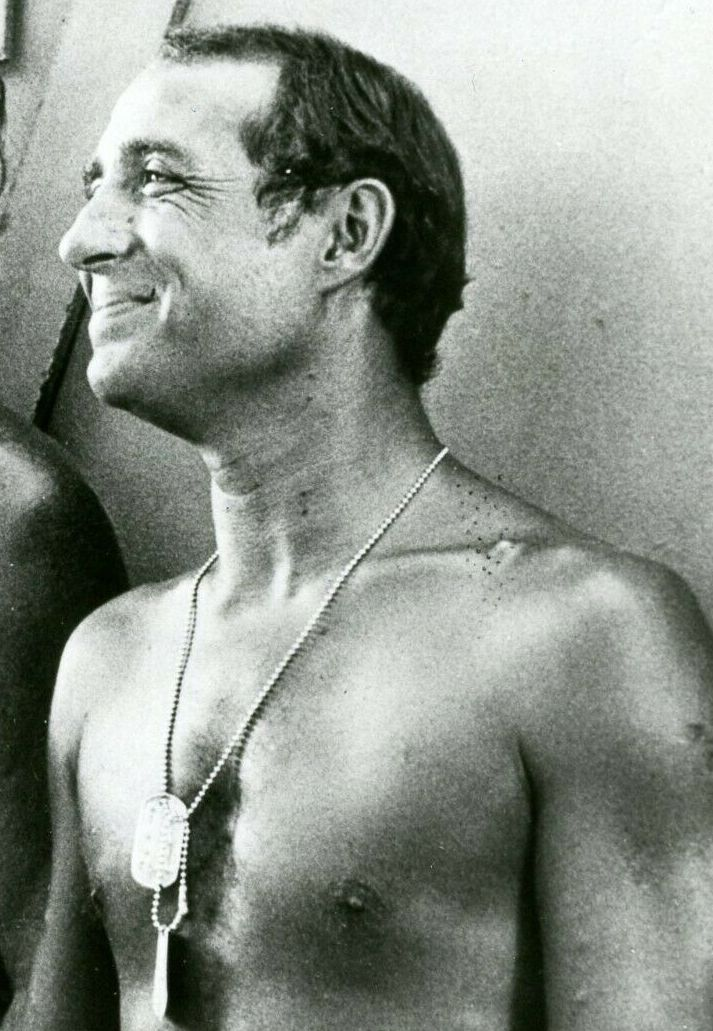
Claude Brasseur en 1973.

Pour accompagner Romy Schneider, qui avait été choisie de longue date et dont le long métrage célèbre la « féminité rayonnante », le réalisateur a sélectionné plusieurs comédiens masculins dont il avait apprécié le jeu dans d'autres films. Il avait en particulier repéré Bruno Cremer (qui joue l'ex-mari du personnage principal) qu'il comparait à l'acteur suédois Erland Josephson, et dont les caractéristiques physiques avec son « regard un peu “couteau” » ainsi que son « épaisseur ambiguë », convenaient selon lui au rôle,.
D'autre part, il songeait depuis longtemps à diriger Claude Brasseur (qui interprète l'amant délaissé de Marie) qu'il avait remarqué dans Bande à part de Jean-Luc Godard et dont il aimait son « espèce de vitalité primitive », apportant au personnage de Serge son « incertitude, son humiliation cachée, son incapacité égoïste à s'assumer dans le couple ». Selon lui, ce dernier incarne une sorte de César (le personnage masculin principal de son célèbre film César et Rosalie) en « moins primate ». Pour le rôle délicat  de Jérôme (le cadre qui se suicide peu avant la fin du film), Sautet avait pensé immédiatement à Roger Pigaut, qui était à l'époque délaissé par les réalisateurs de cinéma, et qui avait, selon lui, « ce regard perdu de celui qui s'abandonne ».
Concernant les rôles féminins, il opte, selon ses propres termes, pour une sorte de « dégradé d'actrices » au sein duquel émerge la figure de Gabrielle (femme de Jérôme et meilleure amie de Marie), incarnée par Arlette Bonnard qu'il avait vu dans le film Des enfants gâtés de Bertrand Tavernier.

### Tournage
Le film a été tourné en 10 semaines entre le 23 mai et le 11 août 1978.
Les scènes d'intérieur ont été effectuées dans les Studios Francœur, celles montrant les ateliers de l'entreprise où Marie travaille ont eu lieu dans l'usine CGR de Stains en Seine-Saint-Denis,, et d'autres où l'on voit le bureau de Georges ont été filmées dans un immeuble situé 74, rue Regnault dans le 13e arrondissement de Paris. D'autres prises de vues se sont effectuées à Paris : dans les décors naturels des brasseries de la ville, dans le quartier de la Défense, aux Halles et dans les locaux du journal Le Figaro au 37, rue du Louvre dans le 2e arrondissement. 
Plusieurs scènes d'extérieurs ont été tournées dans les rues de Paris, notamment rue des Feuillantines dans le 5e arrondissement, après que Jérôme se soit suicidé. La scène de la baignade a eu lieu sur une plage reconstituée artificiellement au bord de la Seine près de Nogent-sur-Seine dans le département de l'Aube, et les séquences se déroulant dans la maison de campagne de Gabrielle ont été tournées à Provins en Seine-et-Marne,. D'autres scènes ont été filmées en Normandie et dans les Hauts-de-Seine lors d'une sortie d'école sur la place Jean Jaurès à Rueil-Malmaison, ainsi qu'au cours d'un dîner entre Marie et Georges au restaurant Les Pieds dans l'Eau, situé 39, boulevard du Parc à Neuilly-sur-Seine dans l'île de la Jatte,.

Lieux de tournage
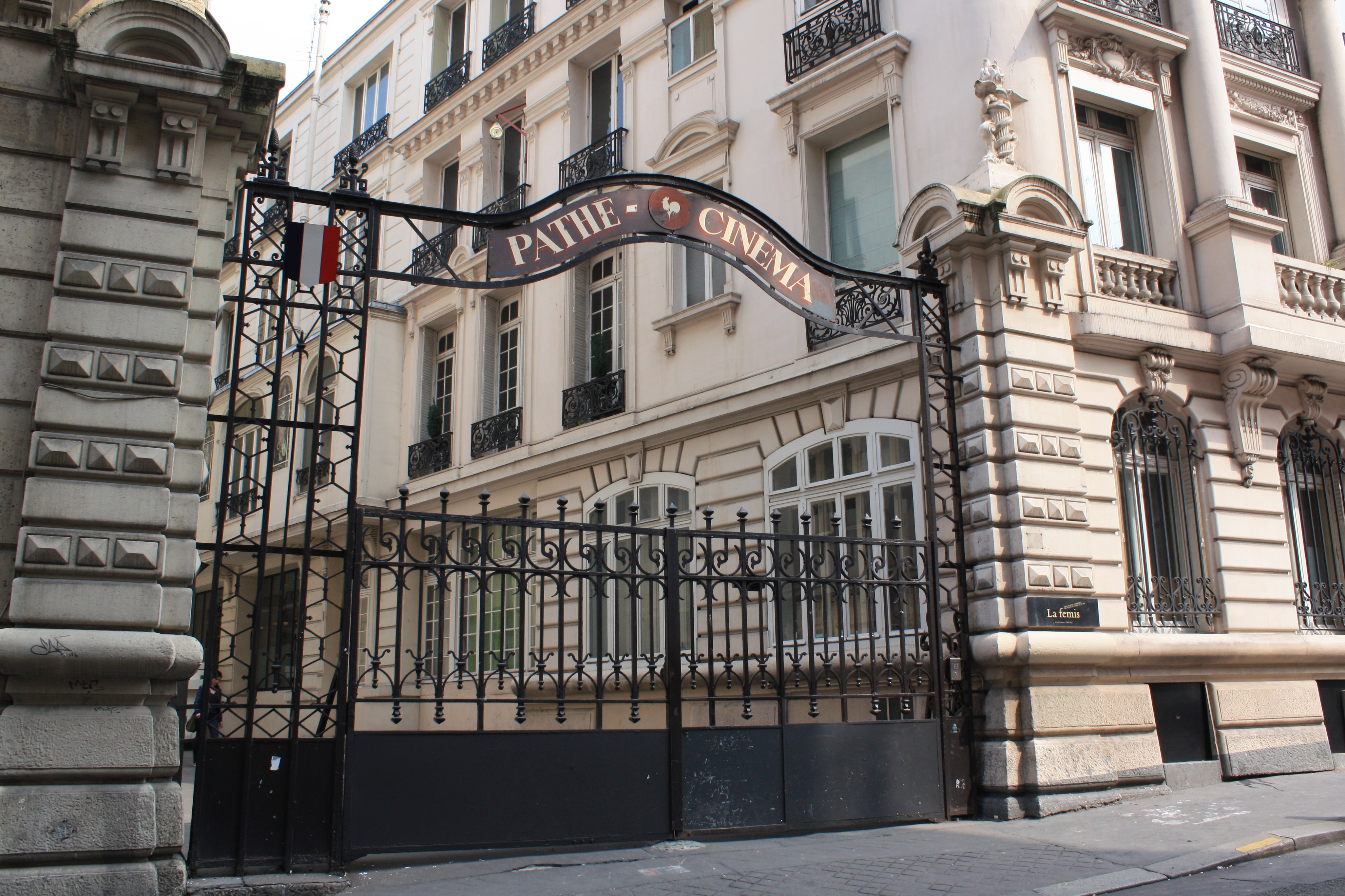
L'entrée des anciens Studios Francœur, abritant aujourd'hui l'école de cinéma de la Fémis.
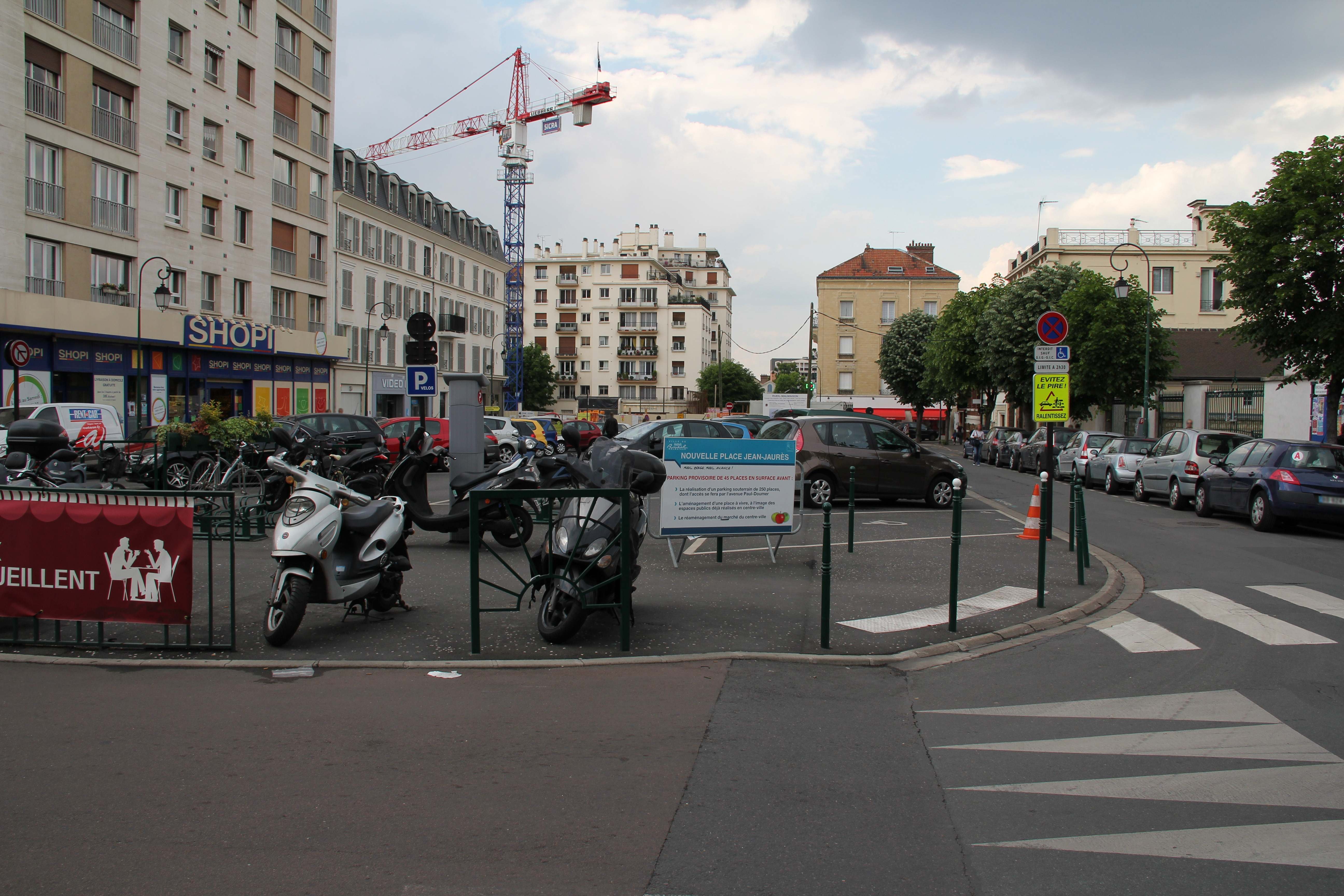
La place Jean Jaurès à Rueil-Malmaison (sortie d'école).
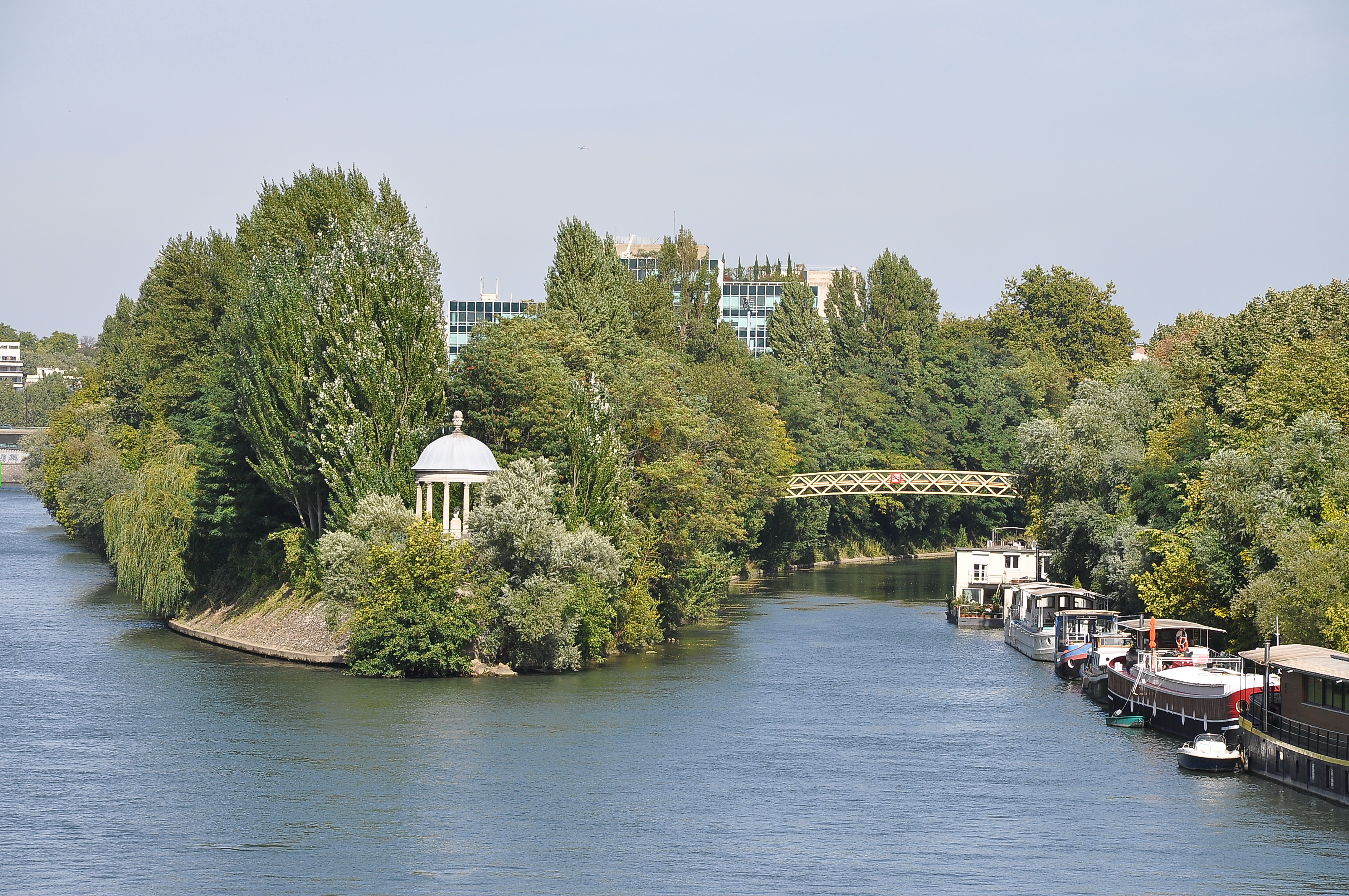
Vue de l'île de la Jatte près de Neuilly-sur-Seine (scène du dîner au restaurant).
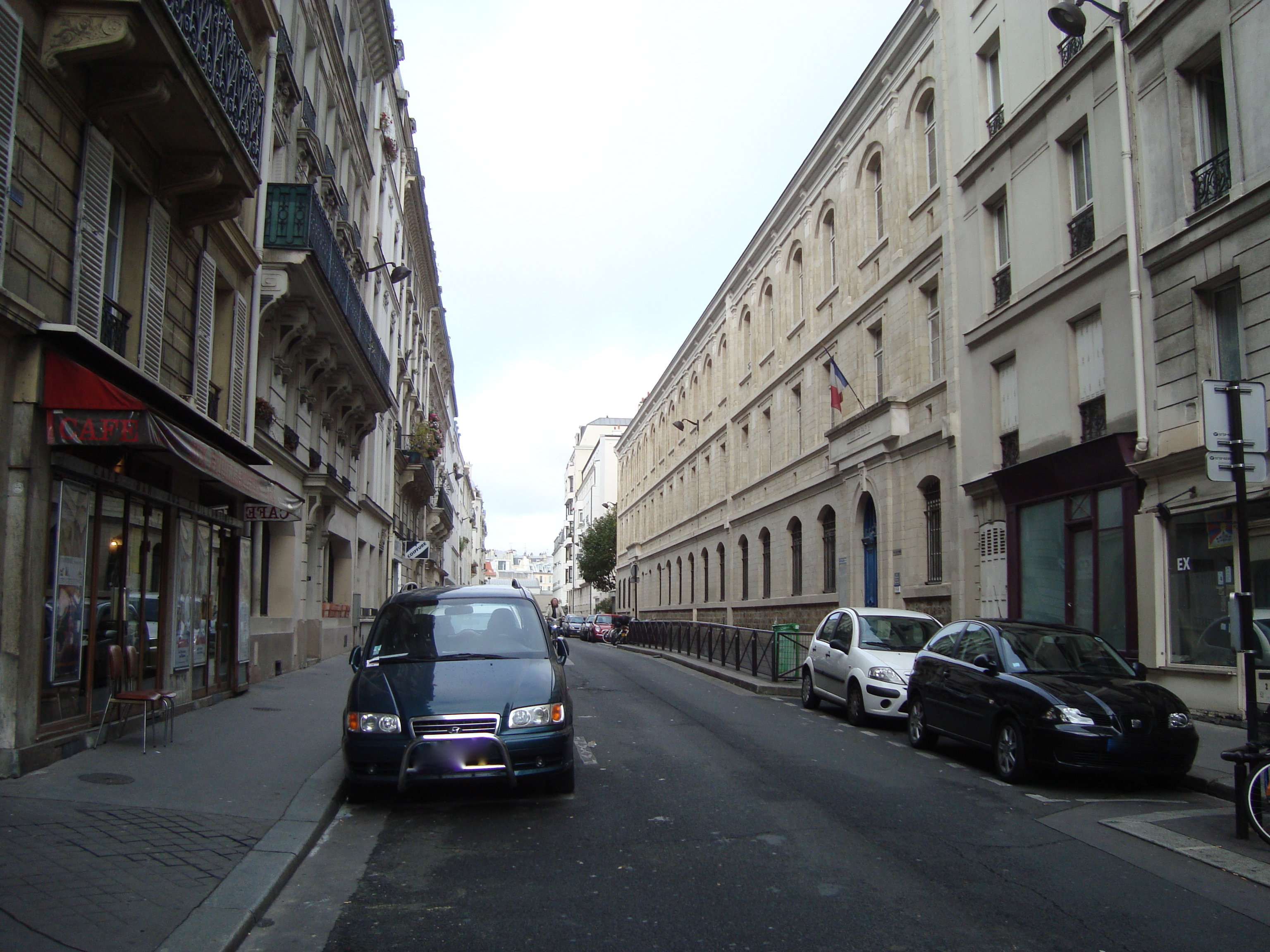
La rue des Feuillantines à Paris, où le cadavre de Jérôme est retrouvé.

### Bande originale
La bande originale d'Une histoire simple a été écrite par Philippe Sarde, qui signe sa 6e collaboration avec Claude Sautet. Contrairement à la plupart des autres musiques qu'il avait conçues pour ce réalisateur, celle-ci a été écrite en grande partie avant qu'il ne visionne le film. Sarde a d'abord regardé quelques prises de vues en gros plan de Romy Schneider au cours du tournage,, puis, à partir de ces images, il a pu « imaginer tout le climat » dont le film avait besoin.
Plusieurs thèmes musicaux traversent cette partition orchestrée et dirigée par Hubert Rostaing,, dont un thème principal mélancolique et sombre que l'on peut entendre dès le générique début et qui est intimement lié au personnage de Marie. Pour ce thème oscillant entre mode majeur et mineur, Claude Sautet désirait « une aria, quelque chose de grave, de chantant et de très féminin » que le compositeur a développé en utilisant un quatuor à cordes, un piano et quelques instruments à vent soutenus par un orchestre presque fantomatique de 70 musiciens duquel se détachent les sonorités des instruments de deux solistes : le violoncelle de Frédéric Lodéon et le bandonéon de Marcel Azzola.
Pour le morceau joué par la famille de Michel au cours du concert baroque auquel Marie et Georges assistent à Orléans, Philippe Sarde a emprunté les premières mesures d'une aria retravaillée extraite d'une cantate de Jean-Sébastien Bach, mais lorsque la caméra montre Marie en gros plan parmi les spectateurs, la musique reprend le thème principal du film,. En revanche, les autres thèmes sont nettement moins mélodiques et optent pour une écriture plus déroutante, flirtant parfois avec les courants les plus modernistes de la musique savante. C'est notamment le cas de la piste Le temps qui passe dont Sarde réutilisera un motif musical pour Nelly et Monsieur Arnaud, le dernier film du cinéaste,, et surtout du morceau La mort, illustrant le suicide de Jérôme et mêlant des staccati de cordes très dissonants à des tenues en legato qui renforcent le sentiment de malaise que procure cette scène.
La bande originale a été publiée en 33 tours une première fois en 1978 par le label Cobra, spécialisé dans le rock progressif, sous la référence COB 37020. Plus difficile d'accès que les précédentes productions du tandem Sarde-Sautet (en dehors de Mado dont la partition très courte ne figure que sur une compilation), cette bande originale n'a été rééditée qu'en novembre 2024 au sein de la compilation Romy Schneider, un portrait musical qui ne reprend que 8 titres des 12 pistes originelles. Néanmoins et depuis la même date, on peut tout de même télécharger la version intégrale de la partition sous une forme dématérialisée sur la plupart des plates-formes de musique en ligne, celle-ci comporte la piste inédite Une femme dans la foule.
| Liste des morceaux | Liste des morceaux                    | Liste des morceaux | Liste des morceaux | Liste des morceaux | Liste des morceaux | Liste des morceaux | Liste des morceaux | Liste des morceaux | Liste des morceaux |
| No                 | Titre                                 | Durée              |                    |                    |                    |                    |                    |                    |                    |
| ------------------ | ------------------------------------- | ------------------ | ------------------ | ------------------ | ------------------ | ------------------ | ------------------ | ------------------ | ------------------ |
| 1.                 | Une histoire simple (générique début) | 2:10               |                    |                    |                    |                    |                    |                    |                    |
| 2.                 | Solitude                              | 1:19               |                    |                    |                    |                    |                    |                    |                    |
| 3.                 | Le multicolore                        | 2:47               |                    |                    |                    |                    |                    |                    |                    |
| 4.                 | La lettre                             | 1:15               |                    |                    |                    |                    |                    |                    |                    |
| 5.                 | Serge et Marie                        | 1:17               |                    |                    |                    |                    |                    |                    |                    |
| 6.                 | Duo                                   | 1:39               |                    |                    |                    |                    |                    |                    |                    |
| 7.                 | Le temps qui passe                    | 1:47               |                    |                    |                    |                    |                    |                    |                    |
| 8.                 | Une femme dans la foule               | 1:19               |                    |                    |                    |                    |                    |                    |                    |
| 9.                 | Concert et bandonéon                  | 3:51               |                    |                    |                    |                    |                    |                    |                    |
| 10.                | Georges et Marie                      | 0:49               |                    |                    |                    |                    |                    |                    |                    |
| 11.                | La mort                               | 2:21               |                    |                    |                    |                    |                    |                    |                    |
| 12.                | Ballade                               | 1:12               |                    |                    |                    |                    |                    |                    |                    |
| 13.                | Une histoire simple (générique fin)   | 2:09               |                    |                    |                    |                    |                    |                    |                    |
| 23:55              |                                       |                    |                    |                    |                    |                    |                    |                    |                    |

## Accueil

### Réception critique
Une histoire simple bénéficie d'un accueil critique globalement très favorable. Jean de Baroncelli va même jusqu'à voir dans le long métrage de Sautet une légère proximité avec « certains récits bergmaniens » dans Le Monde du 24 novembre 1978.
Tout aussi enthousiastes, Guy Teisseire, dans L'Aurore du 22 novembre 1978, et Jean-Louis Bory, dans Le Nouvel Observateur du 20 novembre 1978, louent toute la distribution du film et en particulier le jeu d'actrice de Romy Schneider. C'est également l'avis de Louis Chauvet, dans Le Figaro du 24 novembre 1978, qui note l'« intensité de [son] talent », de José-Marie Bescos de Pariscop qui compare cette dernière à Simone Signoret, sans oublier Gilbert Salachas, dans le Télérama no 1507 du 29 novembre 1978, qui la définit comme « le soleil de cette (simple ?) histoire ».
Parmi les critiques les plus négatives, on peut citer celle de Pierre Murat dans ce même Télérama no 1507 où le journaliste ne voit que des défauts au film, lui reprochant des « tics » à défaut d'un véritable style, et constatant que « de film en film, on croit de moins en moins à ces choses de la vie au réalisme apprêté, où tout finit par sonner faux, y compris les larmes humectant […] les yeux de Romy Schneider ». Se plaçant sur un terrain plus « moral », Mireille Amiel, dans le Témoignage Chrétien du 11 décembre 1978, fustige l'irresponsabilité du personnage de Marie qui « s'octroie le droit de se “faire faire” un enfant sans […] en avertir le père ! ». Le biographe Gérard Langlois précise toutefois que les analyses les plus sévères émanaient de critiques qui reprochaient au film de ne pas aller « assez loin dans le féminisme »,.

### Box-office
Dopé par la popularité de Romy Schneider, Une histoire simple occupe les sommets du box-office français au cours des premières semaines d'exploitation,, parvenant même à décrocher la toute première place au début du mois de décembre 1978.
Sans égaler le triomphe public des Choses de la vie ou de Vincent, François, Paul… et les autres, le film obtient un vif succès avec 2 296 404 entrées en France, dont 664 264 entrées pour la seule ville de Paris. En Europe, il cumule pas moins de 700 000 entrées en Allemagne et 228 644 entrées en Espagne.

## Distinctions

### Récompenses
- César 1979 : César de la meilleure actrice pour Romy Schneider
- Prix David di Donatello 1979 : David Spécial (David speciali) pour Romy Schneider

### Nominations
- César 1979 : 
  - César du meilleur film
  - César du meilleur réalisateur pour Claude Sautet
  - César du meilleur acteur dans un second rôle pour Claude Brasseur
  - César de la meilleure actrice dans un second rôle pour Arlette Bonnard et Eva Darlan
  - César du meilleur scénario original ou adaptation pour Claude Sautet et Jean-Loup Dabadie
  - César de la meilleure musique originale pour Philippe Sarde
  - César du meilleur son pour Pierre Lenoir
  - César de la meilleure photographie pour Jean Boffety
- Oscars 1980 : Oscar du meilleur film en langue étrangère

## Analyse
Avec ces « grandes scènes collectives » et ces couples attablés lors de week-ends dans une maison de campagne, Une histoire simple semble s'inscrire dans le sillage de Vincent, François, Paul… et les autres, sauf qu'au lieu de s'intéresser aux déboires professionnels et amoureux d'une bande d'amis, Sautet s'attache cette fois à décrire un groupe de femmes, qui gravitent autour du personnage principal incarné par Romy Schneider. Comme dans ses précédents films, le réalisateur continue de dépeindre la fragilité des rapports amoureux, mais il ne peut cependant plus ignorer le contexte social de plus en plus incertain de la société française de la fin des années 1970. Selon le journaliste Serge Toubiana, les personnages du film se « cognent aux difficultés » et sont confrontés à une situation de « crise généralisée [des] rapports d'alliance traditionnels » qui formaient le cœur des classes moyennes de cette époque.
Film choral tout à la gloire de Romy Schneider, Une histoire simple est aussi une œuvre plus spécifiquement « dédiée aux femmes »,  écrite dans un registre que le critique Gérard Langlois considère comme passablement « désenchanté ». Car si les personnages féminins semblent bien plus solides que leurs maris ou amants, l'historien du cinéma Jean-Michel Frodon juge, quant à lui, que tous les protagonistes du film sont faibles, y compris Marie elle-même. Selon lui, l'impératif de la croissance économique, devenue « l'unique morale collective », a fait voler en éclat la cohésion du groupe en produisant de la division. Seule et profondément scindée en elle-même, Marie décide de garder l'enfant de Georges à la fin du film, tout en expliquant que « c'est plutôt lui qui [la] garde ». Adoptant un point de vue assez similaire, Françoise Audé estime pour sa part que Sautet a « brodé » sur le thème de la maternité de l'héroïne principale, en lui faisant jouer un « rôle de substitut à [son] angoisse existentielle ».

#### Ouvrages
- Françoise Arnould et Françoise Gerber, Romy Schneider : Princesse de l'écran, Presses pocket, 1987, 272 p. (ISBN 978-2266019163).
- Michel Boujut, Conversations avec Claude Sautet : Edition définitive, Actes Sud, 2014 (ISBN 978-2-330-03799-4), chap. X (« La part des femmes (Une histoire simple, 1978) »), p. 169-185.
- Gérard Langlois, Claude Sautet : les choses de sa vie..., NM7, 2002 (ISBN 978-2913973299), « Une histoire simple », p. 191-198.
- David Lelait-Helo (préf. Alain Delon), Romy, Télémaque, 2017, 282 p. (ISBN 978-2753303201, lire en ligne).
- Sandra Marti, Claude Sautet, Gremese, coll. « Grands Cinéastes », 2004 (ISBN 978-8873015666), « Une histoire simple (1978) », p. 51-56.
- Sylviane Pommier et Pierre Jean-Baptiste Benichou, Romy Schneider, PAC, coll. « Têtes d'Affiche », 1982 (réimpr. 1985) (1re éd. 1976), 271 p. (ISBN 978-2853361576).

#### Articles
- Claude Beylie et Gilles Cèbe, « Entretien avec Claude Sautet à propos d'"Une histoire simple" », Écran 78, no 75,‎ décembre 1978, p. 54 (ISSN 0243-4490).
- Gilles Cèbe, « Critique d'"Une histoire simple" », Écran 78, no 75,‎ décembre 1978, p. 53 (ISSN 0243-4490).
- Michel Ciment, Michael Henry, Gérard Legrand et Michel Sineux, « Entretien avec Claude Sautet à propos d'"Une histoire simple" », Positif, no 214,‎ janvier 1979, p. 5-12 (ISSN 0048-4911).
- Dominique Maillet, « Entretien avec Claude Sautet à propos d'"Une histoire simple" », Cinématographe, no 42,‎ décembre 1978, p. 52-57 (ISSN 1147-1948).
- Claude Sautet, « Romy Schneider : une actrice qui dépasse le quotidien », L'Avant-scène cinéma, no 224,‎ 15 mars 1979, p. 6 (ISSN 0045-1150).
- Catherine Schapira, « Découverte d'un nouveau continent : entretien avec Benoîte Groult à propos d'"Une histoire simple" », L'Avant-scène cinéma, no 224,‎ 15 mars 1979, p. 4-5 (ISSN 0045-1150).
- Serge Toubiana, « Critique d'"Une histoire simple" », Cahiers du cinéma, no 296,‎ janvier 1979, p. 52 (ISSN 0008-011X).